# İsmet Kür
İsmet Kür (geboren İsmet Zorluhankızı, 29. September 1916, Göztepe, Kadıköy, in Istanbul, Osmanisches Reich; gest. 21. Januar 2013 in Istanbul, Türkei) war eine türkische Pädagogin, Journalistin und Schriftstellerin von hauptsächlich Kinder- und Jugendliteratur.

## Leben
İsmet Kür wurde am 29. September 1916 in Göztepe, Kadıköy, in Istanbul, Osmanisches Reich in eine Intellektuellen-Familie geboren. Ihr Vater Mehmed Selim war Journalist, Schriftsteller und Politiker und ihre Mutter Ayşe Nazlı eine intellektuelle Frau. Auch ihre Schwester Halide Nusret Zorlutuna (1901–1984) war Schriftstellerin und Dichterin. Als 1934 das Familiennamensgesetz in Kraft trat, nahm sie den Familiennamen „Zorluhankızı“ an (dt.: Tochter von Zorluhan), da ihr Name „İsmet“ hauptsächlich für Männer verwendet wird und immer wieder für Verwirrung sorgte. Ihr Stammbaum väterlicherseits lässt sich über sechs oder sieben Generationen zurückverfolgen. Einer ihrer Vorfahren war ein Bey, ein Anführer aus Zorluhan in Erzurum, Ost-Türkei.

### Ausbildung
Nach Abschluss der Mädchen-Lehrer-Schule in Edirne studierte İsmet in der Literatur-Abteilung des Gazi İlk Muallim Mektebi (Bildungseinrichtung für die Lehrerausbildung, türkisch Gazi Eğitim Enstitüsü) in Ankara und erwarb  1938 eine Lehrbefähigung.

### Familie
Sie heiratete einen Mathematiker, der sich für klassische Musik und Malerei begeisterte. Im Zuge dieser Ehe nahm sie den Familiennamen "Kür" an. Sie gebar zwei Töchter, die Journalistin und Schriftstellerin Pınar Kür (1943–2025) und die Bildhauerin Işılar Kür. Ihr Enkel Emrah Kolukısa  wurde 1972 geboren. Er arbeitet als Produzent für NTV (Türkei) und hat inzwischen auch einen Sohn, Cem.
Kür ging mit den beiden jungen Töchtern nach London um Englisch zu lernen, nachdem sie ein Stipendium erhalten hatte. 1953 besuchte sie die Kent School of Drama. Von 1956 bis 1960 lebte sie in New York. Dort besuchte sie 1960 Kurse an der New York University über children’s and youth psychology, adult education, human relations, history of education und Russian literature of the 19th century.
In Amerika gründete sie zusammen mit der Frau des türkischen Botschafters die „Women's Association“.
Sie sagte in einem Interview, dass sie ihr hohes Alter auf sportliche Betätigung zurückführe: Tennis, Volleyball, Skilaufen, Gymnastik und allmorgendliche Übungen. Im September 2012 erlitt sie einen Schlaganfall und wurde bettlägerig. Sie starb zu Hause am 21. Januar 2013 im Alter von 96 Jahren und wurde auf dem Ayazağa Cemetery beigesetzt nach einem Trauergottesdienst in der Teşvikiye-Moschee am 23. Januar.

## Karriere

### Erzieherin und Diplomatin
Kür diente 21 Jahre lang als Türkisch- und Literatur-Lehrerin. In den 1950ern arbeitete sie bei BBC World Service in London. 1956 wurde sie zum Deputy Student inspector for the United States Territory ernannt und bald darauf zum Student Inspector in New York City befördert. Außerdem diente sie als türkische Kultur-Attachée bis 1960.

### Journalistin
Über lange Zeit arbeitete sie auch als Journalistin für Cumhuriyet und als Kolumnistin für die Zeitschriften Barış und Yeni İstanbul.

### Schriftstellerin
Kür war mit zahlreichen Schriftstellern befreundet, besonders mit Kemal Tahir (1910–1973). Sie selbst veröffentlichte 27 Bücher in verschiedenen Genres wie Forschung, Essay, Kurzgeschichte, Dichtung, Roman und Memoiren. Außerdem verfasste sie Sketche für Radio und Bühnenwerke. Ihr erstes Gedicht veröffentlichte sie in der Zeitschrift Çocuk Dünyası (Kinder-Welt) 1927 und ihre erste Kurzgeschichte Mutlu Tahayüller in der Zeitschrift Muhit im August 1931.
Kür verfasste mehr als 100 Sketche für „Çocuk Saati“ (Kinder-Stunde) für Ankara Radio, sowie Kinderprogramme für die Radiostationen Türkiye Radyo ve Televizyon Kurumu (TRT) in der Türkei und Bayrak Radyo Televizyon Kurumu (Bayrak) in der Türkischen Republik Nordzypern.
Ihre Memoiren Yarısı Roman veröffentlichte sie 1995 und 2008 den Folgeband Yıllara mı Çarptı Hızımız. Osmanlıca Çocuk Dergileri ist eine Forschungsarbeit über Kinderzeitschriften in Osmanischer Sprache. Sie schrieb bis zu ihrem Tod.
Kür war Mitglied der "People of the Letters Association" und der Türkiye Yazarlar Sendikası (TYS – Vereinigung Türkischer Schriftsteller).

## Werke
Kinderbücher
- Mutlu ve Zorlu Yıllar - Coşkun'un Serüvenleri. Can Yayınları, 2017, ISBN 978-975-07-1202-9, S. 144 (türkisch, kitapyurdu.com).
- Bilinmeyene Yolculuk / Coşkun'un Serüvenleri -2. Can Yayınları, 2013, ISBN 978-975-07-1597-6, S. 168 (türkisch, kitapyurdu.com).
- Kardan Çocuk ve Küçük Kara Köpek. Bu Yayınevi, 2011, ISBN 978-6-05356007-4, S. 72 (türkisch, kitapyurdu.com).
- Mavi'nin Serüvenleri 3/ Sokak Köpeği. Bu Yayınevi, ISBN 978-6-05549632-6, S. 160 (türkisch, kitapyurdu.com).
- Mavi'nin Serüvenleri 2 / Yeni Dostlar Arasında. Bu Yayınevi, 2011, ISBN 978-6-05549631-9, S. 160 (türkisch, kitapyurdu.com).
- Mavi'nin Serüvenleri 1/ Eski Ev. Bu Yayınevi, ISBN 978-6-05549630-2, S. 160 (türkisch, kitapyurdu.com).
- Ne Güzel Şey. Bu Yayınevi, 2006, ISBN 978-9944-376-43-3, S. 65 (türkisch, kitapyurdu.com).

Romane
- Onuncu Sigara. Everest Yayınları, 2007, ISBN 978-975-289-418-1, S. 203 (türkisch, kitapyurdu.com).
- Karvera Nereye. Bu Yayınları, 2001, ISBN 978-975-6022-64-1, S. 304 (türkisch, kitapyurdu.com).
- Karvera. Bu Yayınları, ISBN 978-975-565-245-0, S. 248 (türkisch, kitapyurdu.com).

Memoiren
- Yarısı Roman. Everest Yayınları, 2011, ISBN 978-975-289-320-7, S. 433 (türkisch, kitapyurdu.com).
- Anılarla Mustafa Kemal Atatürk. Alfa Yayınları, 2010, ISBN 978-975-297-924-6, S. 136 (türkisch, kitapyurdu.com).
- Yıllara mı Çarptı Hızımız. Everest Yayınları, 2008, ISBN 978-975-289-558-4, S. 305 (türkisch, kitapyurdu.com).

Kurzgeschichten
- Kocaman Bir Örümcektir Zaman. Gerçek Sanat Yayınları, 2001, ISBN 978-975-360-174-0, S. 94 (kitapyurdu.com).

Non-fiction
- Almanya'daki Çocuklarımızın Başarısızlık Nedenleri.
- Türkiye'de Süreli Çocuk Yayınları. Atatürk Kültür Merkezi Yayınları, 1991, ISBN 978-975-16-0346-3, S. 601 (kitapyurdu.com).
- Çiçekler Sevgiyle Bütür. Akbank Yayınları, 1989 (nadirkitap.com).
- Anneler Sizin İçin (1964)

Lyrik
- 99. Kat Şiirleri. Everest Yayınları, 2005, ISBN 978-975-289-266-8, S. 80 (türkisch, kitapyurdu.com).
- Yaşamak (1945)